# アルキジンナジオ
アルキジンナジオ館（イタリア語: ArchiginnasioまたはPalazzo dell'Archiginnasio）は、ボローニャの旧市街地に16世紀に建てられた歴史由緒ある建築物であり、ヨーロッパ最古の大学であるボローニャ大学 (1088年創立) の古典的呼称であり、同大学の最初の大学棟であった。2016年現在では市立図書館となっている。

## 建物
ボローニャ大学の最初の大学棟となったアルキジンナジオ館は、それまで街の様々な建物に分散されていた法学部（民事法、教会法学）と学芸学部（哲学、医学、数学、物理学、自然科学）とを一つの建物内に統合することを目的として1563年に建設された。
この大学統合計画は、それぞれ枢機卿カルロ・ボッロメオが教皇特使、ピエール・ドナート・チェージが副特使であった当時に施行され、当時の教皇庁にみられた中央集権化傾向に呼応するものであると同時に、新しい宗教的状況に対応するものでもあった。同館の建設によって、四方に分散していた私塾的な気質を持った大学教育機関が新たに統合され組織立てられたこの年は、文化、社会にも影響をもたらすことになるカトリック教会の再編を目論んだ改革決議であるトレント公会議が閉会した年でもある。

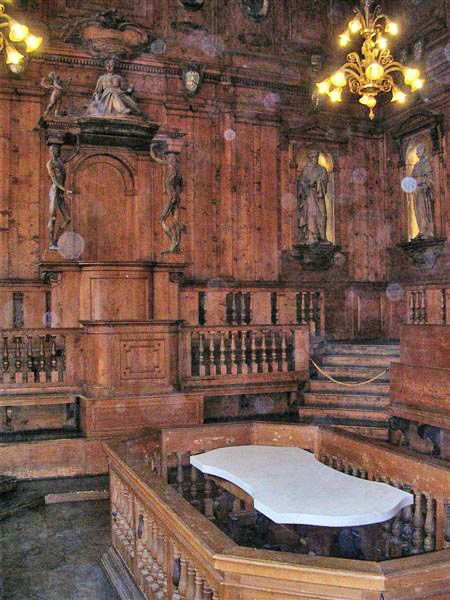
1637年の解剖学教室

## ギャラリーの画像

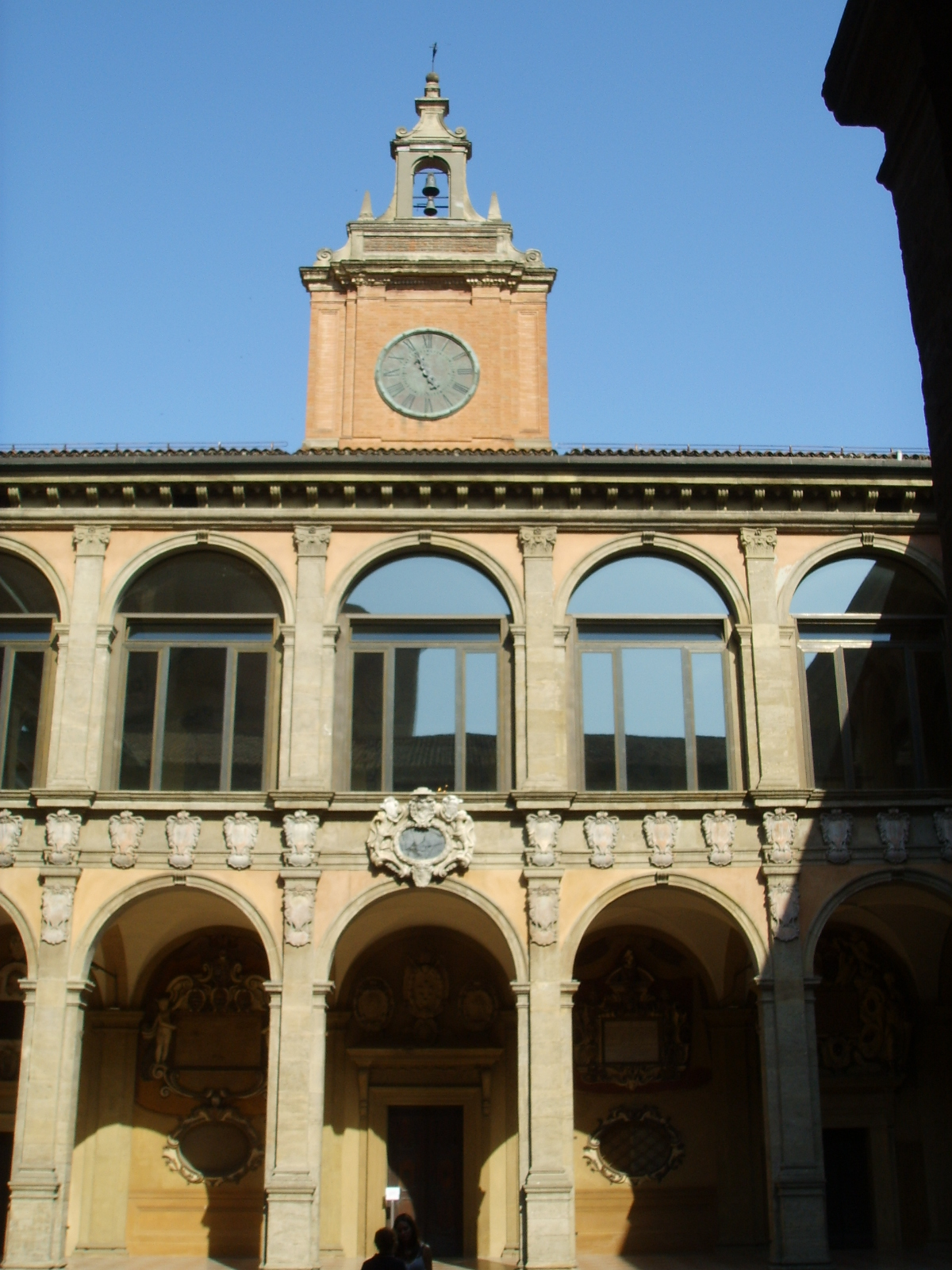
回廊内部から見たアルキジンナジオ館
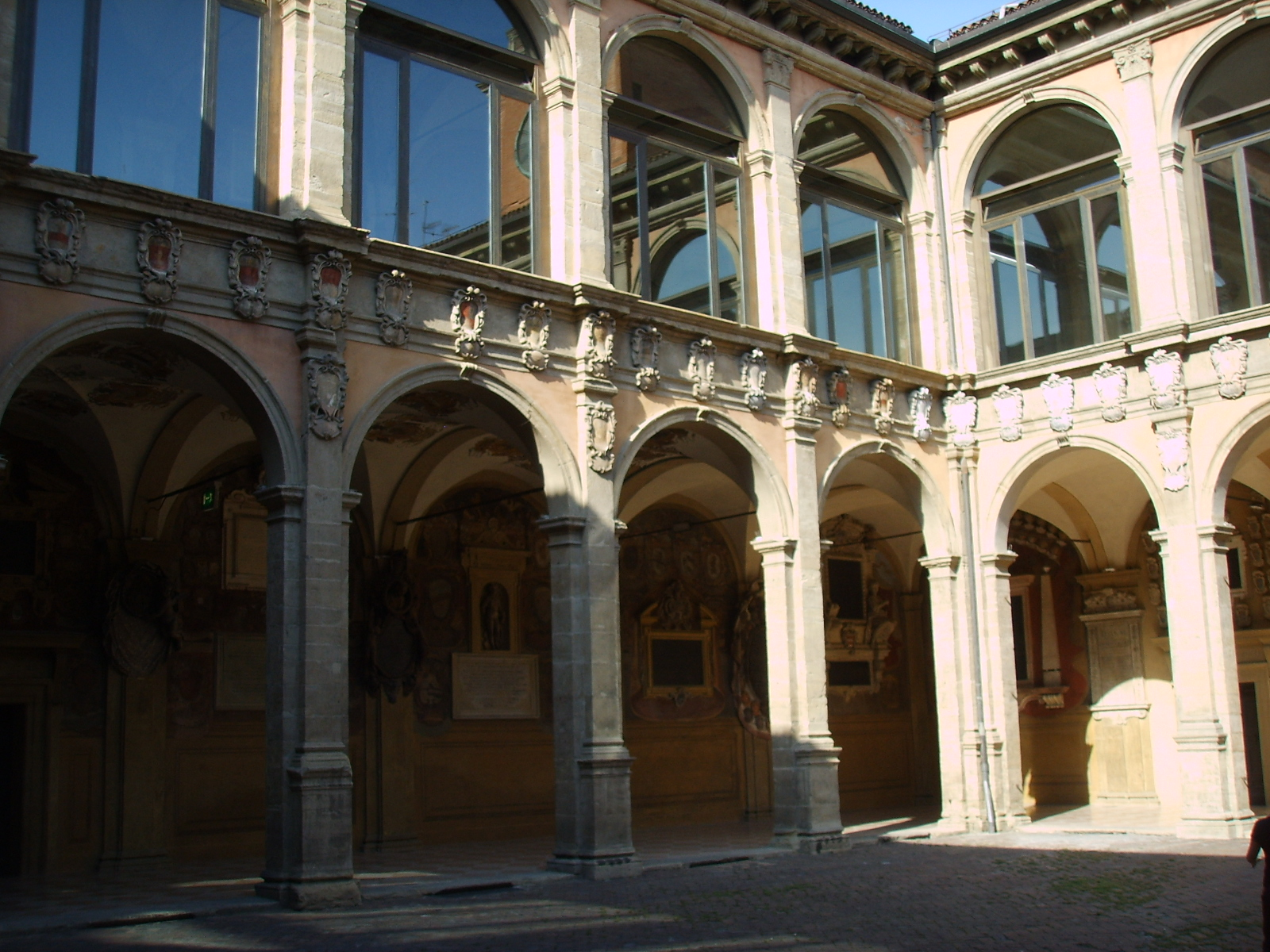
回廊部分
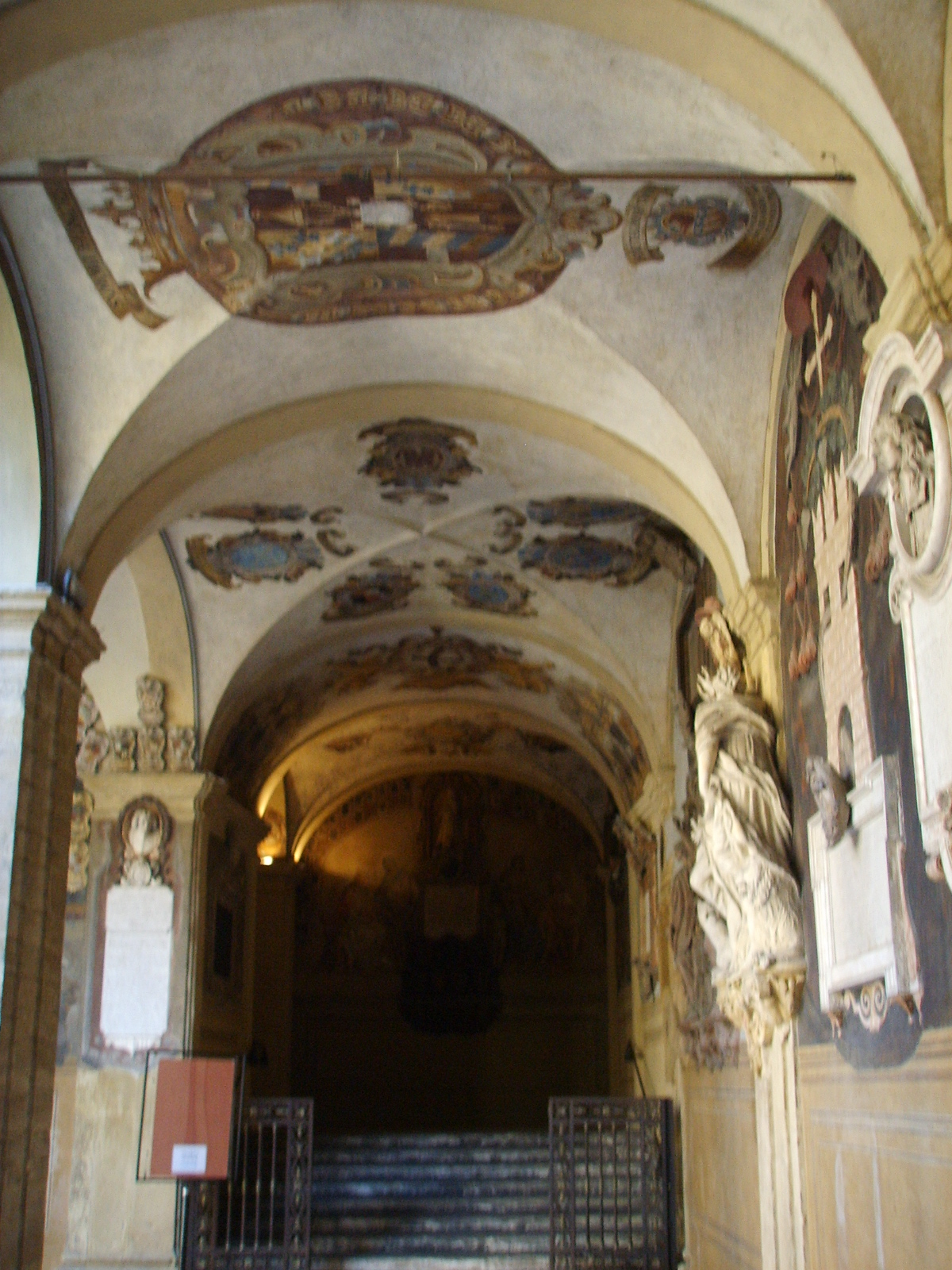
回廊内部のポルティコが大階段へと続く
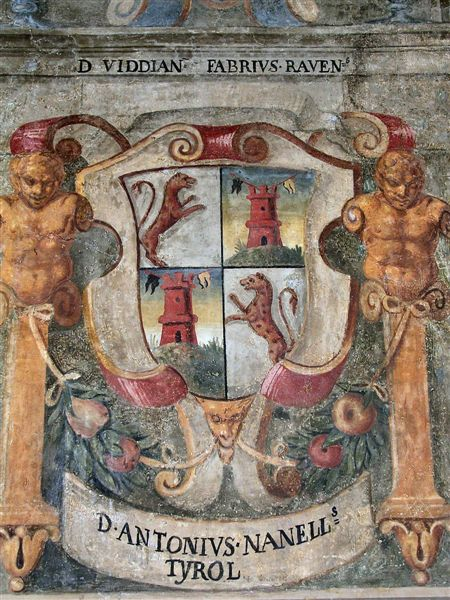
学生たちの紋章
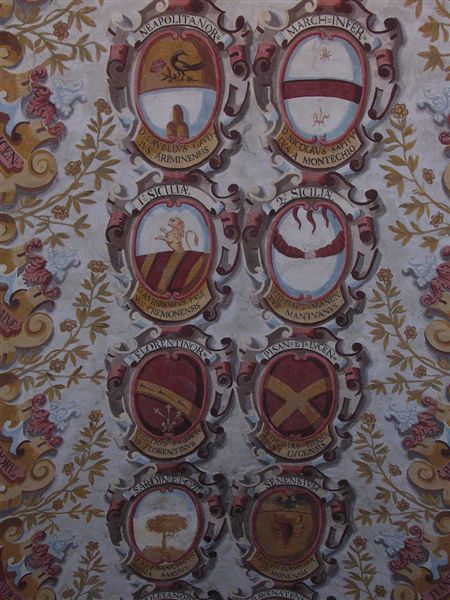
その他の紋章群
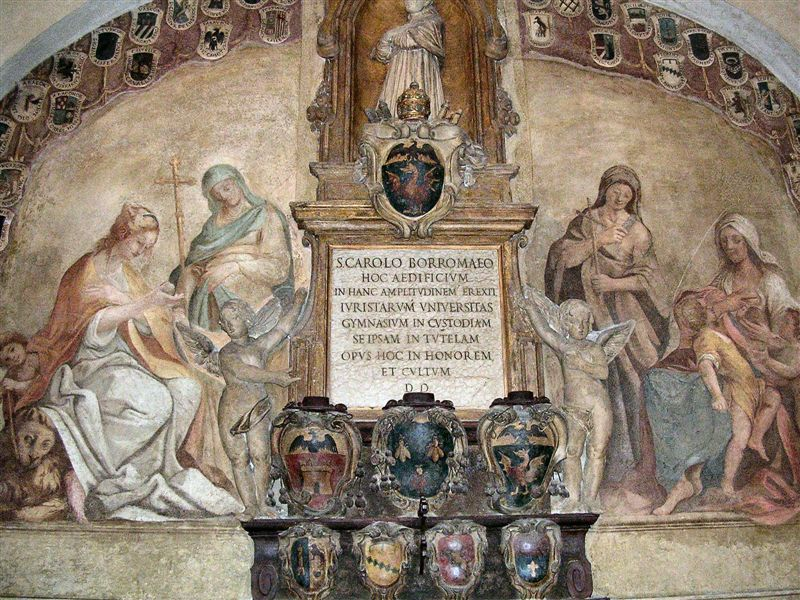
カルロ・ボッロメオの大学登録を讃える銘文とフレスコ画
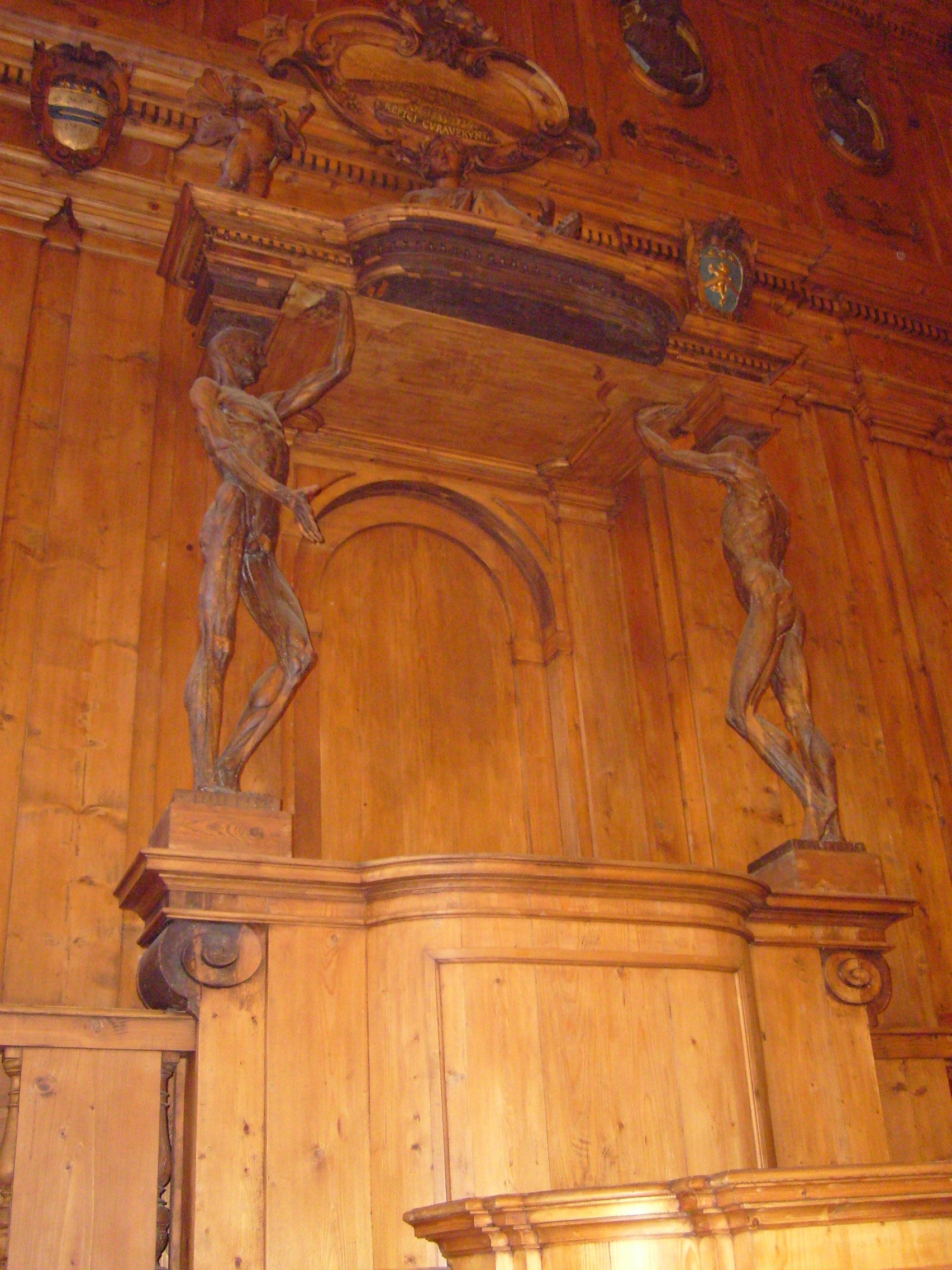
解剖学教室、「皮を剥がれた人」の像
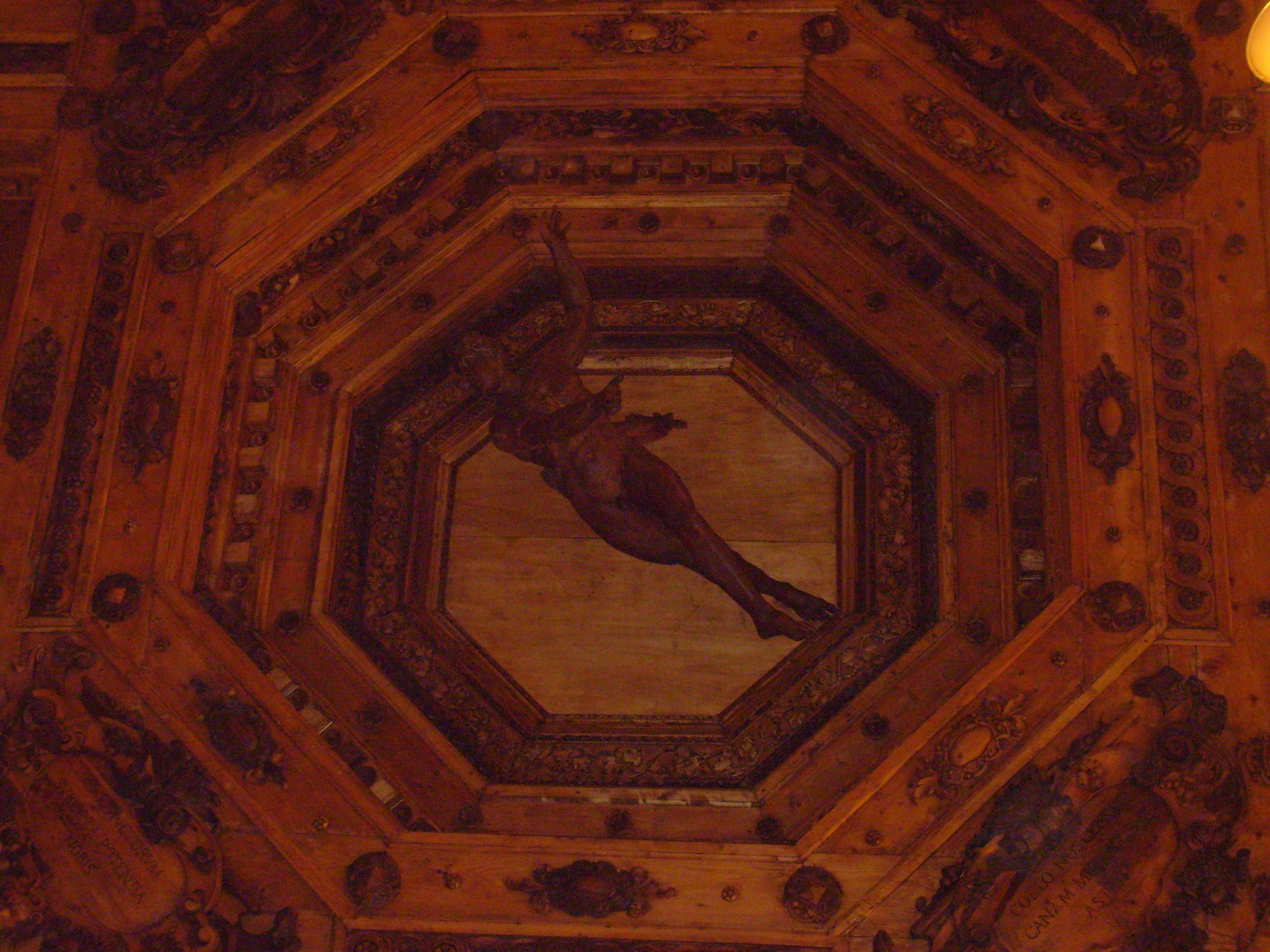
解剖学教室、天井画のアポロの木像
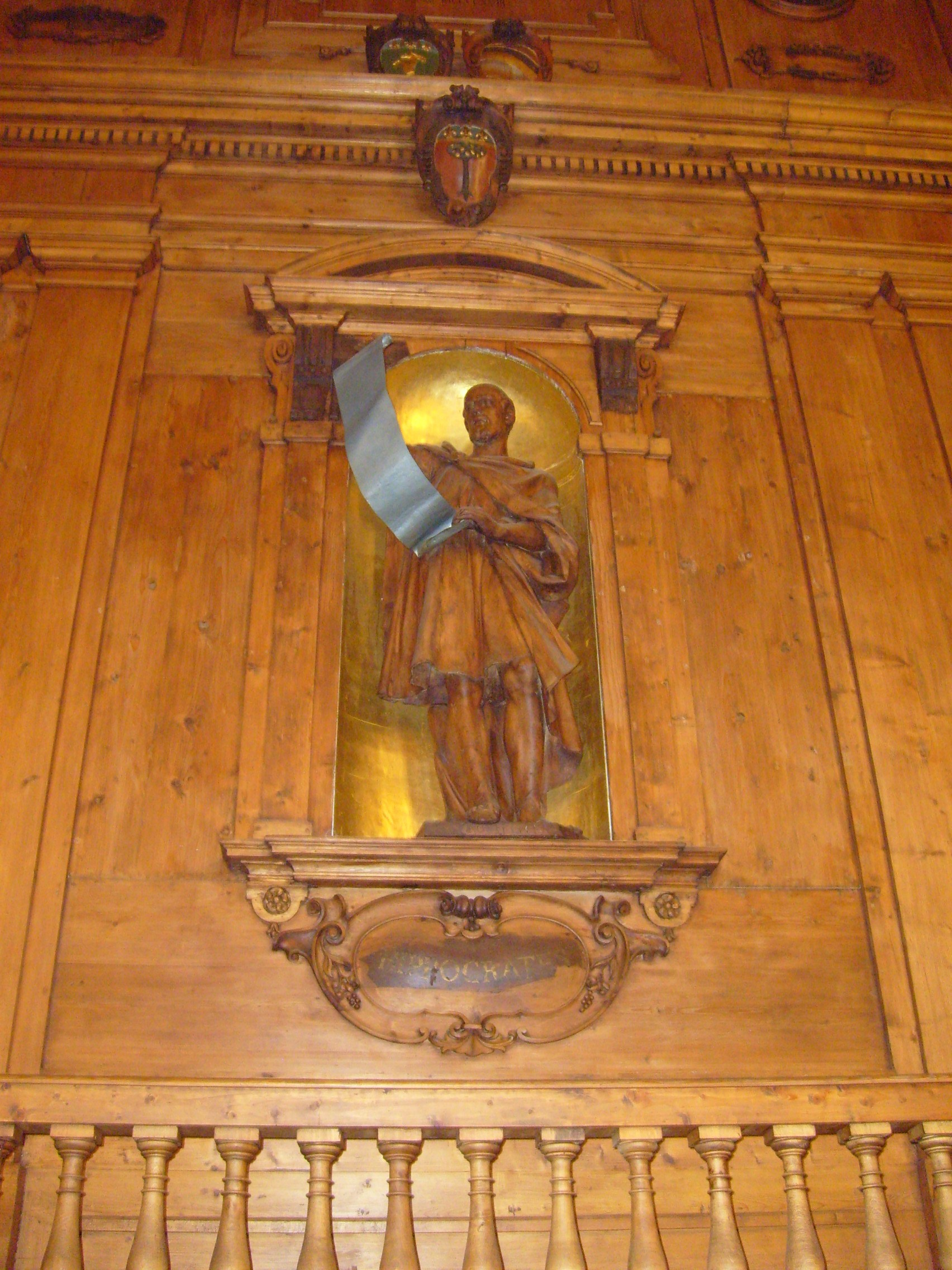
解剖学教室、ヒポクラテスの像
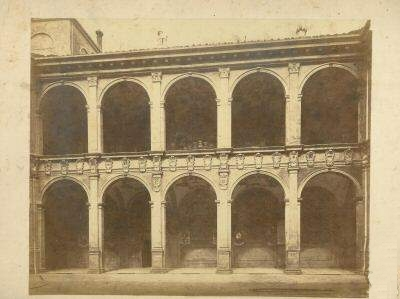
回廊内部、ピエトロ・ポッビ(1833-1914)撮影写真